# Шаталов, Иван Степанович
Иван Степанович Шаталов — советский хозяйственный, государственный и политический деятель, Герой Социалистического Труда.

## Биография
Родился в 1917 году в селе Семёново-Александровка.
С 1931 года — на хозяйственной, общественной и политической работе. В 1931—1971 гг. — прицепщик, тракторист, бригадир тракторной бригады в Семёново-Александровской машинно-тракторной станции, бригадир тракторной бригады колхоза «Победа Октября» Бобровского района Воронежской области.
Указом Президиума Верховного Совета СССР от 8 апреля 1971 года присвоено звание Героя Социалистического Труда с вручением ордена Ленина и золотой медали «Серп и Молот».
Избирался депутатом Верховного Совета РСФСР 8-го созыва.
Умер в 1971 году в селе Хреновом.